# Allora (geslacht)
Allora is een geslacht van vlinders van de familie van de dikkopjes (Hesperiidae), uit de onderfamilie van de Coeliadinae. De wetenschappelijke naam en de beschrijving van dit geslacht werden voor het eerst in 1914 gepubliceerd door Gustavus Athol Waterhouse en George Lyell.
De soorten van dit geslacht komen voor in het Australaziatisch gebied.

## Soorten
- A. doleschallii (C. Felder, 1860)
- A. major (Rothschild, 1916)

### Status onduidelijk
- A. luna Evans, 1934